# Kanton Courrières
Kanton Courrières (francouzsky Canton de Courrières) byl francouzský kanton v departementu Pas-de-Calais v regionu Nord-Pas-de-Calais. Tvořily ho dvě obce. Zrušen byl po reformě kantonů 2014.

## Obce kantonu
- Courrières
- Oignies